# Reskuporis III (król Bosporu)
Reskuporis III, właśc. Tyberiusz Juliusz Reskuporis III (gr.: Τιβέριος Ἰούλιος Ῥησκούπορις, Tibérios Ioúlios Rēskoúporis) (zm. 235) – król Bosporu z dynastii Asandrydów od 234 do swej śmierci. Prawdopodobnie syn króla Bosporu Tyberiusza Juliusza Sauromatesa III Filokajsara Filoromajosa Eusebesa i nieznanej z imienia królowej.
Reskuporis III był prawdopodobnie najstarszym synem Sauromatesa III. Otrzymał imię prawdopodobnie na cześć dziadka ojczystego Reskuporisa II. Miał zapewne młodszego brata Tyberiusza Juliusza Inintimajosa Filokajsara Filoromajosa Eusebesa z którym rządził razem królestwem bosporańskim po śmierci Tyberiusza Juliusza Kotysa III Filokajsara Filoromajosa Eusebesa, prawdopodobnie swego stryja.
Reskuporis III przez swego ojca miał perskich, greckich, rzymskich, trackich i zapewne sarmackich przodków. Był bowiem potomkiem Seleucydów z Syrii, Antypatrydów z Macedonii, Antygonidów z Macedonii, Mitrydatydów z Pontu, rzymskiego konsula Gajusza Antoniusza Hybrydy, rzymskiego triumwira Marka Antoniusza, króla Pontu i Bosporu Marka Antoniusza Polemona I Eusebesa Sotera, królowej Pontu Pytodoris Filometor i króla Tracji Gajusza Juliusza Kotysa VIII z dynastii sapejskiej. Przez triumwira Marka Antoniusza, Reskuporis III był spokrewniony z różnymi członkami rzymskiej dynastii julijsko-klaudyjskiej, pierwszej dynastii rządzącej Imperium Romanum.
Kiedy ojciec Sauromates II zmarł w 211 r., Reskuporis II wstąpił po nim na tron bosporański. Panował królestwem aż do swej śmierci w 227 r. Tytuł królewski na jego zachowanych monetach brzmi ΒΑCΙΛΕѠC ΡΗCΚΟΥΠΟΡΙΔΟC („[Moneta króla Reskuporisa”). Rhescuporis III był współczesny panowaniu cesarza rzymskiego Aleksandra Sewera. Bardzo mało jest znanych faktów z życia i panowania króla. W 235 r. Reskuporis III zmarł, zapewne bezżennie i bezpotomnie. Jego prawdopodobnie młodszy brat Inintimajos zaczął od tej pory rządzić samodzielnie.